# جوراتو ایکدا
جوراتو ایکدا (انگلیسی: Jurato Ikeda؛ زادهٔ ۱۷ سپتامبر ۱۹۹۶) بازیکن فوتبال اهل ژاپن است.
از باشگاه‌هایی که در آن بازی کرده‌است می‌توان به باشگاه فوتبال سرزو اوساکا اشاره کرد.